# Fredrik Mikael av Zweibrücken-Birkenfeld
Fredrik Mikael av Zweibrücken-Birkenfeld (tyska: Friedrich Michael; franska: Frédéric Michel), född 27 februari 1724 i Ribeauvillé, död 15 augusti 1767 i Schwetzingen, var en tysk pfalzgreve och generalfältmarskalk som var yngre son till hertig Kristian III av Zweibrücken och yngre bror till hertig Kristian IV av Zweibrücken.
Han blev far till Bayerns förste kung, Maximilian I Josef.

## Biografi
Fredrik Mikael utsågs 1758 till generalfältmarskalk i den kejserliga armén under sjuårskriget mot Preussens kung Fredrik den store och dennes armé. Efter det förödande slaget vid Rossbach 1757 lyckades han återuppbygga den slagna armén och tilldelades för den bragden storkorset av Maria-Teresiaorden.

### Familj
Han gifte sig 1746 med Maria Franziska av Pfalz-Sulzbach som var dotterdotter till kurfurst Karl III Filip av Pfalz. De hade tillsammans 5 barn:
1. Karl II August av Zweibrücken (1746–1795), gift 1774 med Maria Amalia av Sachsen (1757–1831)
2. Klemens August (1749–1750)
3. Amalia av Zweibrücken-Birkenfeld (1752–1828), gift 1769 med Fredrik August I av Sachsen (1763–1827)
4. Maria Anna av Zweibrücken-Birkenfeld (1753–1824), gift med Vilhelm av Bayern (1752–1837)
5. Maximilian I Josef av Bayern (1756–1825); 1:a giftet 1785 med Augusta av Hessen-Darmstadt (1765–1796), 2:a giftet 1797 med Karolina av Baden (1776–1841)

Fredrik Mikael hade också en utomäktenskaplig son med sin älskarinna, Louise Cheveau. Dennes sondotter kom långt senare att gifta sig med August von Senarclens de Grancy.